# Брар, Кулдип Сингх
Кулдип Сингх Брар — индийский военачальник, генерал-лейтенант, в 1984 году командовал операцией по штурму захваченного боевиками Золотого храма в Амритсаре.

## Биография
Родился в 1934 году в семье сикхов. Его отец, Дигамбхар Сингх Брар (1898—1997), участник Второй мировой войны, ушел в отставку в звании генерал-майора.  Кулдип Сингх  учился в школе-интернате для мальчиков Doon. В 1954 году окончил военное училище в звании лейтенанта.
Во время Индо-пакистанской войны 1971 года Брар командовал пехотным батальоном, который среди первых вошёл в Дакку (ныне столица Бангладеш) утром 16 декабря 1971 года.
В годы, последовавшие за индо-пакистанской войной 1971 года, Брар участвовал в операциях против повстанцев в штатах Нагаленд и Мизорам в Индии. 

### Операция «Голубая звезда»
В июне 1984 года премьер-министр Индии Индира Ганди приняла решение силой освободить захваченный сикхскими боевиками Золотой храм в Амритсаре. Лидером боевиков был Джарнаил Сингх Биндранвал. Руководить штурмом храма было поручено генерал-майору Кулдип Сингх Брару, в то время командиру 9-й дивизии индийской армии. 
Во второй половине дня 5 июня боевикам и паломникам было предложено покинуть храм; из него вышли 129 человек. Согласно официальной индийской версии, боевики удерживали паломников в качестве «живого щита». Основная фаза штурма, получившего название «Голубая звезда», началась в тот же день в 22 часа 30 минут. В операции принимали участие 6 пехотных батальонов, подразделение специального назначения и бронетехника дивизии Брара.
Оборона Золотого храма была организована военным советником Биндранвала и бывшим генералом индийской армии Шахбегом Сингхом. Находившиеся на территории храма здания предоставляли оборонявшимся множество огневых точек. Войска Брара начали штурм с трёх сторон, сразу же столкнулись с отчаянным сопротивлением боевиков и стали нести большие потери. Попытка использовать с южной стороны бронетранспортёры OT-64 привела к тому, что одна машина была подбита из гранатомёта. Для подавления огневых точек противника были привлечены танки «Виджаянта», которые сначала вели только пулемётный огонь. Когда стало ясно, что этого недостаточно, было дано разрешение на использование башенных орудий.
К утру 6 июня основное сопротивление сикхских боевиков было сломлено, многие сикхские боевики во главе с их лидером Джарнаил Сингх Бхиндранвале были убиты.
Вплоть до 9 июня индийские подразделения продолжали зачищать территорию храма от одиночных снайперов. Части боевиков удалось спастись, и армия продолжила их преследование в окрестностях Амритсара.

### Дальнейшая служба
В 1987 году Брар получил звание генерал-лейтенанта и был назначен командующим армией в Восточном командовании, которая дислоцировалась в регионах, граничащих с Китаем, Непалом, Бангладеш и Мьянмой, также его армия отвечала за оборону Бутана.
Принимал участие в операциях против повстанцев на северо-востоке Индии. Вышел в отставку 30 сентября 1992 года после 38 лет службы.
Сикхские экстремисты неоднократно организовывали покушения на Кулдип Сингх Брара, но ни одно из них не увенчалось успехом.
В настоящее время Брар вместе с семьей живет в эмиграции в Великобритании.